# Censeau
Censeau ist eine französische Gemeinde im Département Jura in der Region Bourgogne-Franche-Comté.

## Geographie
Censeau liegt auf 830 m, etwa 14 Kilometer nordöstlich der Stadt Champagnole (Luftlinie). Das Haufendorf erstreckt sich im Jura, auf der ausgedehnten Hochfläche, die nördlich an das Val de Mièges anschließt, im Quellgebiet der Serpentine.
Die Fläche des 9,86 km² großen Gemeindegebiets umfasst einen Abschnitt des französischen Juras. Das gesamte Gebiet wird von einer Hochfläche eingenommen, die durchschnittlich auf 840 m liegt. Sie weist nur sehr geringe Reliefunterschiede auf und ist hauptsächlich von Wies- und Weideland bedeckt. Das Hochplateau besitzt keine nennenswerten oberirdischen Fließgewässer. In einigen Mulden, welche durch Mergel- und Tonschichten abgedichtet sind, konnten sich jedoch Hochmoore entwickeln. Nach Norden erstreckt sich das Gemeindeareal über das Hochplateau bis in das Waldgebiet Bois de la Ville, in dem mit 882 m die höchste Erhebung von Censeau erreicht wird. Südlich von Censeau entspringt die Serpentine, die durch eine Talmulde zunächst südwärts und danach westwärts durch das Val de Mièges zum Ain fließt.
Zu Censeau gehören neben dem eigentlichen Ort auch mehrere Weiler und Einzelhöfe, darunter:
- Le Magasin (842 m) an einem Straßenkreuz auf dem Hochplateau
- Les Grangettes (820 m) im Tälchen der Serpentine

Nachbargemeinden von Censeau sind Cuvier und Courvières im Norden, Bief-du-Fourg im Osten, Communailles-en-Montagne, Molpré und Mièges im Süden sowie Esserval-Combe und Esserval-Tartre im Westen.

## Geschichte
Erstmals urkundlich erwähnt wird Censeau im 14. Jahrhundert. Im Mittelalter gehörte das Dorf zur Herrschaft Nozeroy. Zusammen mit der Franche-Comté gelangte es mit dem Frieden von Nimwegen 1678 an Frankreich. Zu einer Gebietsveränderung kam es 1813, als das vorher selbständige Les Grangettes nach Censeau eingemeindet wurde.

## Sehenswürdigkeiten

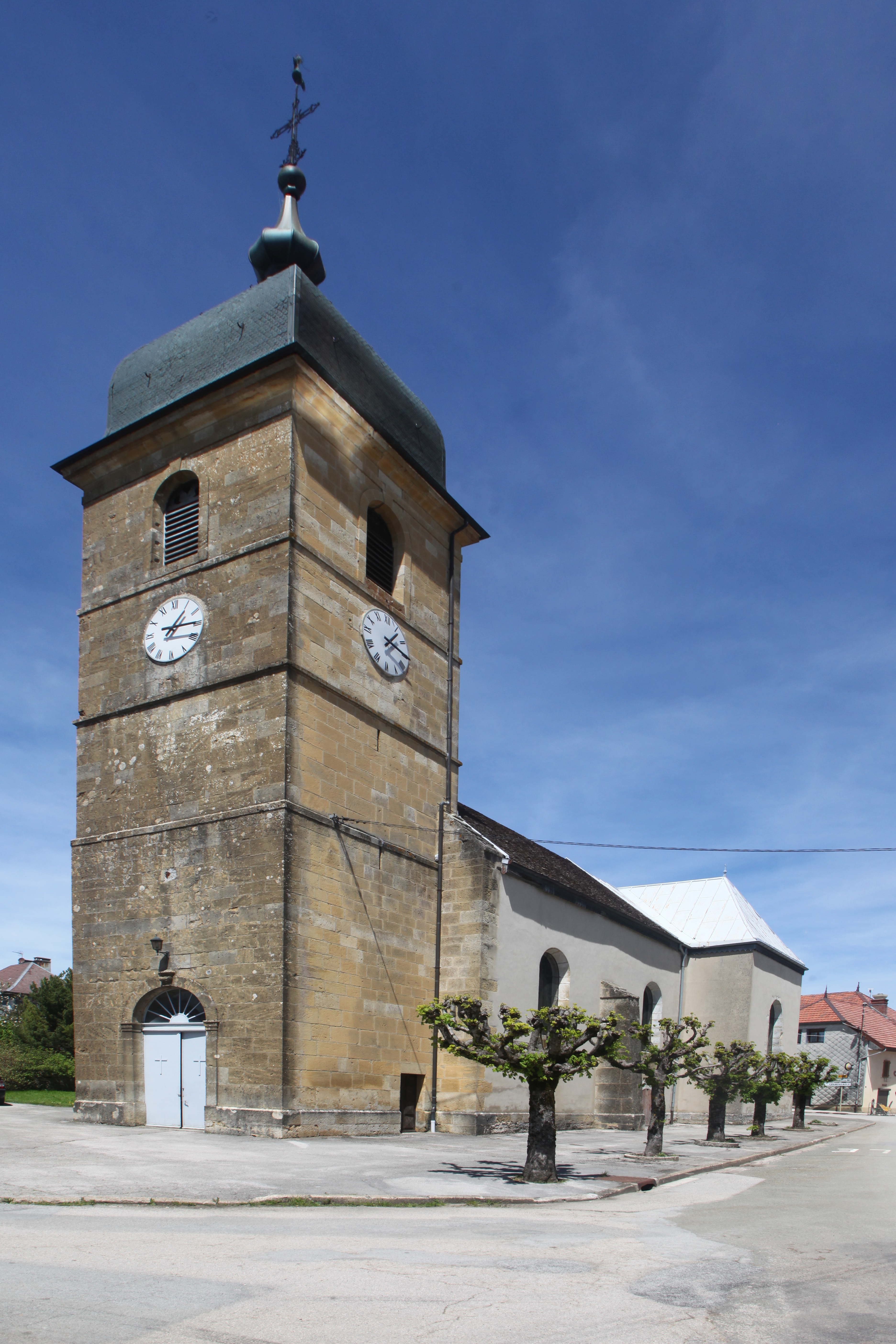
Kirche Mariä Himmelfahrt

Die Dorfkirche Mariä Himmelfahrt in Censeau wurde im Jahr 1749 eingeweiht. Sie besitzt einen Glockenturm mit Zwiebelhaube (1804 fertiggestellt), eine Kanzel im Louis-XV-Stil und einen Marmoraltar.

## Bevölkerung
| Jahr                       | 1962 | 1968 | 1975 | 1982 | 1990 | 1999 | 2009 | 2018 |
| Einwohner                  | 329  | 305  | 274  | 270  | 282  | 292  | 309  | 310  |
| Quellen: Cassini und INSEE |      |      |      |      |      |      |      |      |

Mit 332 Einwohnern (Stand 1. Januar 2022) gehört Censeau zu den kleinen Gemeinden des Départements Jura. Nachdem die Einwohnerzahl in der ersten Hälfte des 20. Jahrhunderts markant abgenommen hatte (1891 wurden noch 603 Personen gezählt), wurden seit Mitte der 1970er Jahre nur noch geringe Schwankungen verzeichnet.

## Wirtschaft und Infrastruktur
Censeau war lange Zeit ein durch die Landwirtschaft, insbesondere Viehzucht und Milchwirtschaft geprägtes Dorf. Daneben gibt es heute einige Betriebe des Kleingewerbes, darunter je ein Unternehmen der Brillenherstellung und des Baugewerbes. Viele Erwerbstätige sind auch Wegpendler, die in den größeren Ortschaften der Umgebung ihrer Arbeit nachgehen.
Die Ortschaft ist verkehrstechnisch recht gut erschlossen. Sie liegt nahe der Hauptstraße D471, die von Champagnole nach Pontarlier führt. Weitere Straßenverbindungen bestehen mit Andelot-en-Montagne, Levier, Labergement-Sainte-Marie und Nozeroy.